# Jack Bruce
John Symon Asher Bruce, detto Jack (Bishopbriggs, 14 maggio 1943 – Suffolk, 25 ottobre 2014), è stato un musicista, compositore, cantante, bassista e polistrumentista britannico, conosciuto principalmente per la sua attività nei Cream con Eric Clapton e Ginger Baker.

## Le origini
Nato nel Dunbartonshire Orientale, vicino a Glasgow, all'età di diciassette anni si iscrisse alla Royal Scottish Academy of Music, dove studiò violoncello e composizione. Nel 1962 si unì alla Blues Incorporated di Alexis Korner e l'anno successivo divenne il bassista di Graham Bond. Il gruppo (Graham Bond Organization) suonava diversi generi musicali, dal Bebop al Rhythm and blues, e tra i suoi componenti c'era anche il batterista Ginger Baker.
Del periodo in cui sia Bruce sia Baker suonarono assieme nel gruppo è nota la loro reciproca ostilità. Sono numerosi gli episodi in cui i due si sabotarono reciprocamente gli strumenti e si aggredirono sul palco. Queste tensioni terminarono solo quando Baker, ottenuta de facto la leadership del gruppo, estromise Bruce.
In seguito Bruce suonò con il John Mayall Group e con Manfred Mann prima di fondare nel 1966, con Eric Clapton alla chitarra e Ginger Baker alle percussioni, quello che fu uno dei primi e più influenti supergruppi della storia del Rock: i Cream, trio in cui Bruce ebbe il ruolo di bassista e cantante.

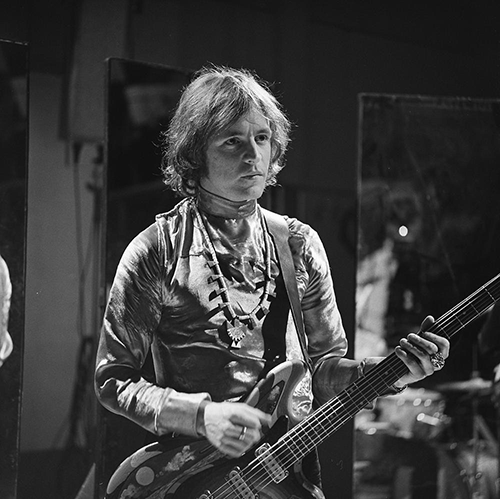
Jack Bruce nel 1968

In collaborazione col paroliere Pete Brown, Bruce scrisse la maggior parte del materiale originale del gruppo, tra cui: Sunshine of Your Love, con la partecipazione anche di Clapton, White Room, Politician e I Feel Free. Nel repertorio dei Cream ci sono, comunque, anche molti brani scritti dal solo Bruce quali, per esempio, N.S.U. e We're Going Wrong.

### Stile bassistico e innovazioni del basso elettrico
Lo stile musicale di Bruce mostrava chiaramente l'influenza della sua formazione classica, ed egli ebbe modo di affermare che alcune delle migliori parti di basso mai scritte sono opera di Johann Sebastian Bach. Altre influenze riconoscibili nel suo stile di bassista sono
riconducibili a James Jamerson e a Charles Mingus. Jack, fin dai primi esordi con i Cream, utilizzò diversi modelli di basso elettrico, quali il "mitico" Fender bass a quattro e sei corde (Fender bass VI), e il suo intramontabile Gibson che lo accompagnò nei suoi più memorabili successi con Clapton e Baker. Dal punto di vista dell'amplificazione, Bruce era solito utilizzare amplificatori Marshall da 100 watt e oltre. Solamente agli esordi amplificava il suo basso con un Ampeg B-15. Per molti anni Jack utilizzò corde "flatwound" (cioè con una finitura dell'avvolgimento liscia), dando così al suo basso un suono maggiormente blues.
Bruce partecipò anche alla title track di Apostrophe di Frank Zappa.

## La storia recente
Dopo lo scioglimento dei Cream (novembre 1968), Bruce ha collaborato con molti musicisti di qualità tra cui Lou Reed, partecipando alle incisioni di Berlin. Per alcuni anni ha suonato nella band di Robin Trower (l'album 'BLT' prende nome dalle iniziali dei tre artisti che lo hanno realizzato: Jack Bruce, Bill Lordan e Robin Trower).
Ha collaborato anche con musicisti jazz di grande rilievo, come Tony Williams, John McLaughlin e Carla Bley (nell'album Escalator Over The Hill), Don Cherry.

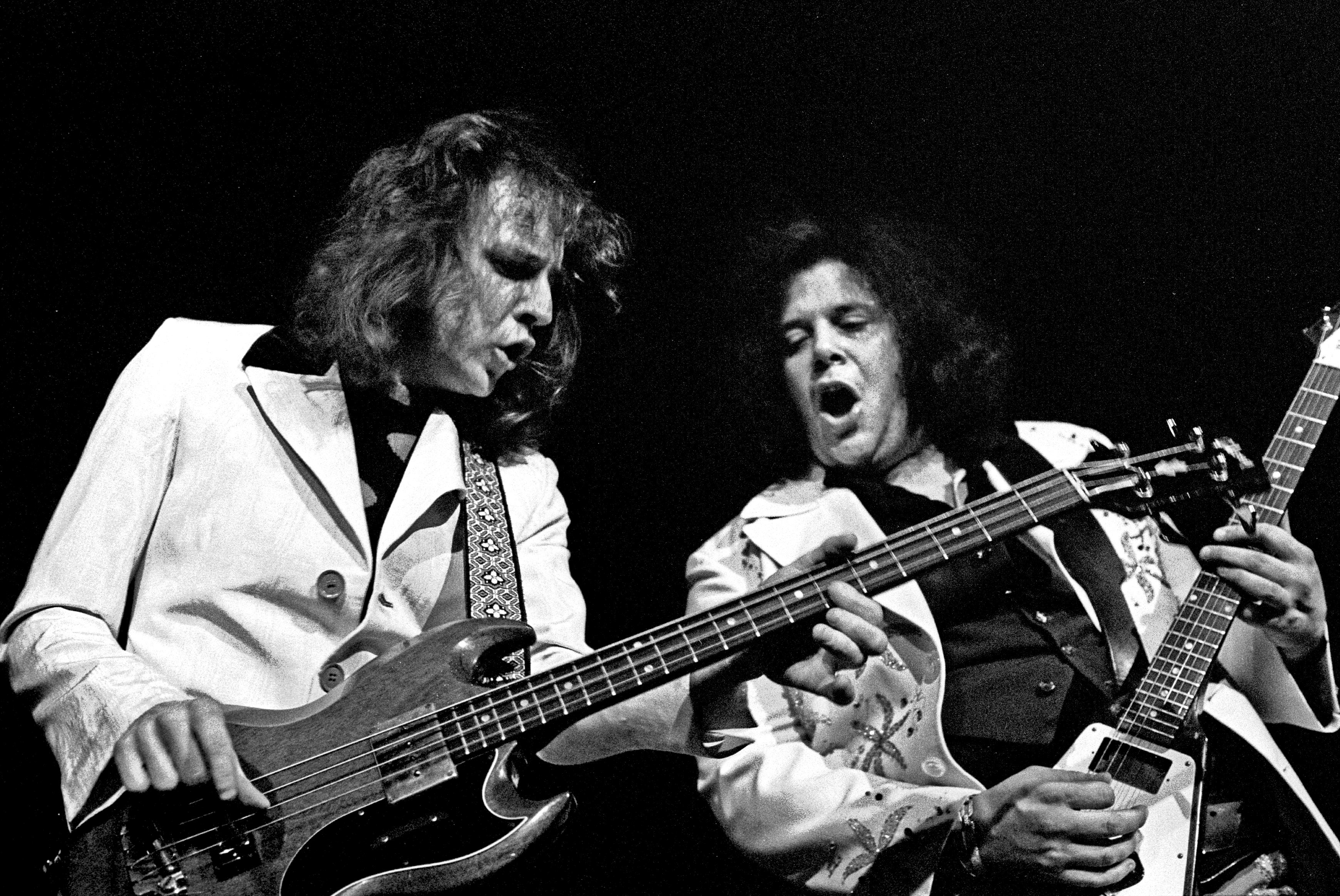
Bruce e Leslie West

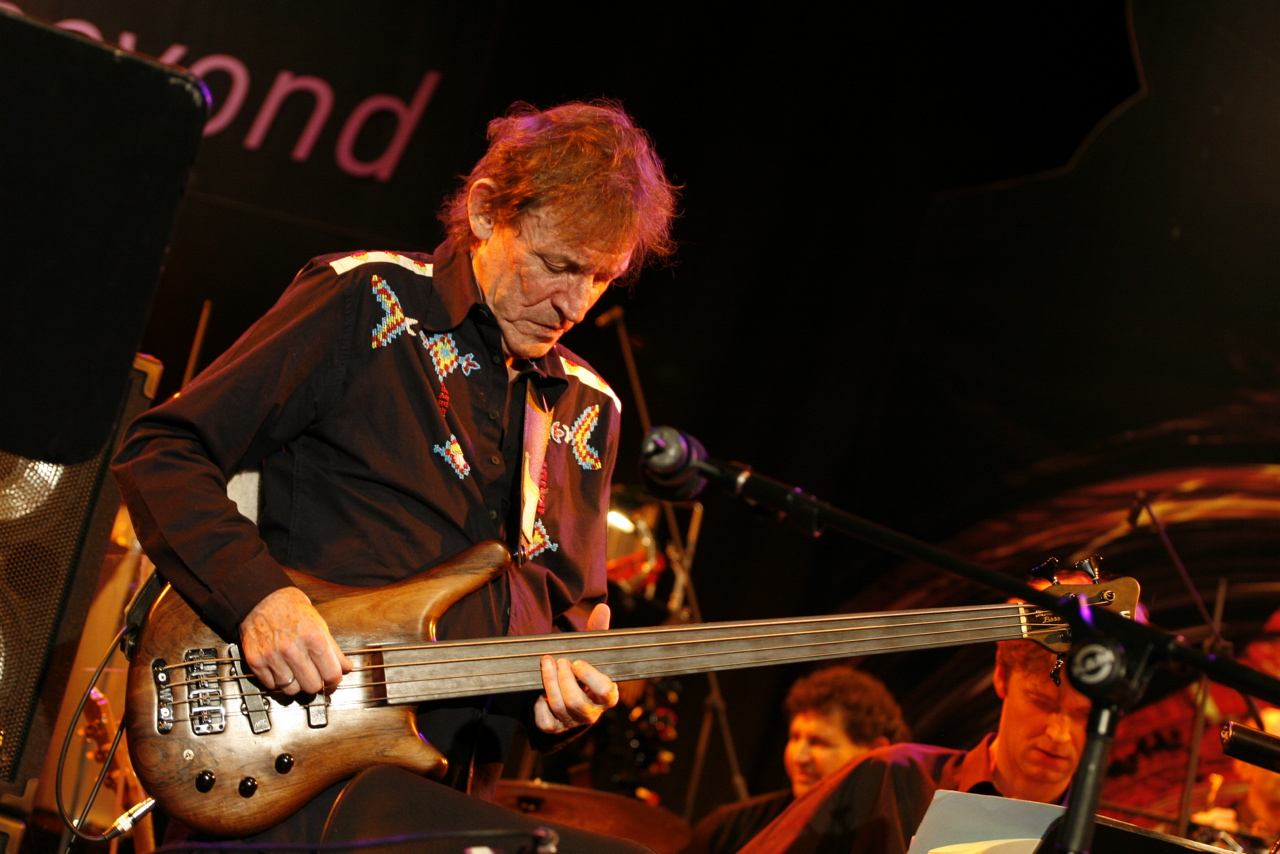
Jack Bruce con il suo basso fretless al Jazz Festival di Francoforte, 2006

Nel 1972-1973, Bruce si unì a Leslie West e Corky Laing (provenienti dai Mountain, gruppo hard rock americano di una certa notorietà) per formare il trio West, Bruce and Laing che produsse due album in studio, Why Dontcha e Whatever Turns You On, e uno dal vivo, Live 'N' Kickin'.
Dopo l'esperienza con i Cream, pubblicò alcuni album da solo: Songs For a Tailor (con la collaborazione di musicisti come Chris Spedding, Jon Hiseman, Dick Heckstall-Smith, Art Themen e George Harrison), Harmony Row e Into The Storm, per tornare poi al jazz. In seguito collaborò anche con la All-Starr Band di Ringo Starr.
L'attività di Bruce continuò per tutti gli anni Novanta con concerti e nuovi album. Nei primi anni 2000, ebbe seri problemi di salute e nell'estate 2003 gli venne diagnosticato un cancro al fegato; nel settembre dello stesso anno fu sottoposto a un trapianto di fegato che rischiò di essergli fatale a causa di una crisi di rigetto, ma in seguito si ristabilì.
Nel maggio 2005 il gruppo dei Cream si riunì in occasione del loro 40º anniversario di formazione, per una serie di concerti alla Royal Albert Hall di Londra e al Madison Square Garden di New York nell'ottobre dello stesso anno. Dalla serie di concerti londinesi venne tratto un album: Royal Albert Hall London May 2-3-5-6 2005.
Il 24 marzo 2014 ha dato alle stampe il suo ultimo album di studio, Silver Rail.
Nonostante le assai precarie condizioni di salute, ha continuato a esibirsi in giro per il mondo fino a pochi mesi prima della sua morte (25 ottobre 2014).
L'ultimo concerto della sua carriera con la formazione che lo ha accompagnato negli ultimi anni di vita, la "Jack Bruce & His Big Blues Band", ha avuto luogo in Italia, a Catanzaro, il 7 settembre 2013, nell'ambito della rassegna "Settembre al parco".

## Discografia

### Solista
- 1969 – Songs for a Tailor (Polydor Records, 583 058)
- 1970 – Things We Like (Polydor Records, 2343 033) a nome Jack Bruce with John McLaughlin, Dick Heckstall-Smith, Jon Hiseman
- 1971 – Harmony Row (Polydor Records, 2310-107)
- 1972 – Jack Bruce at His Best (Polydor Records, PD 3505) Raccolta, 2 LP
- 1974 – Out of the Storm (Polydor Records, 2394-143)
- 1977 – How's Tricks (RSO Records, 2394 180) a nome The Jack Bruce Band
- 1977 – In Concert-150 (BBC Transcription Services, CN 2820/SQ) a nome The Jack Bruce Band
- 1980 – Jack Bruce (RSO Records, 2658 143) Box Set pubblicato in Germania, raccolta dei primi quattro LP
- 1980 – I've Always Wanted to Do This (Epic Records, EPC 84672)
- 1981 – B.L.T. (Chrysalis Records, CHR 1324) a nome Jack Bruce, Bill Lordan, Robin Trower
- 1981 – Truce (Chrysalis Records, CHR 1352) a nome Jack Bruce & Robin Trower
- 1983 – Automatic (Intercord Records, 145069)
- 1987 – Inazuma Super Session Absolute Live!! (Epic/Sony Records, EPC 460453 1) a nome Jack Bruce, Anton Fier & Kenji Suzuki
- 1989 – No Stopping Anytime (Chrysalis Records, VK 41704) Raccolta, a nome Robin Trower / Jack Bruce
- 1989 – Willpower: A Twenty Year Retrospective (Polydor Records, 837 806-2) Raccolta 2 LP
- 1989 – A Question of Time (Epic Records, 465692 1)
- 1993 – Somethin' Els (CMP Records, CMP CD 1001)
- 1994 – Cities of the Heart (CMP Records, CMP CD 1005)
- 1994 – This That (Atonal Records, ACD 3017) a nome Dick Heckstall-Smith, Jack Bruce & John Stevens
- 1995 – Monkjack (CMP Records, CMP CD 1010)
- 1995 – BBC Live in Concert (Windsong Records, WINCD076)
- 1996 – The Jack Bruce Collector's Edition (CMP Records, CMP CD 1013) Raccolta
- 1997 – Sitting on Top of the World (The 50th Birthday Concert) (Times Square Records, TSQD 9003) Raccolta
- 1998 – Live on the Old Grey Whistle Test (Strange Fruit Records, WHIS CD 010)
- 1999 – Concert Classics Volume 9 (Concert Classics Records, RRCC00709)
- 2001 – Shadows in the Air (Sanctuary Records, SANCD084)
- 2001 – In Concert (Superior Records, SU 29501) 2 CD, a nome Jack Bruce & Friends
- 2001 – Doing This...On Ice! (NMC Records, Pilot 125)
- 2003 – The Works for Piano 5: Four Walls; Soliloquy; 3 Easy Pieces (Mode Records, mode 123) a nome Haydée Schvartz / Jack Bruce
- 2003 – Jet Set Jewel (Polydor Records, 065 609-2)
- 2003 – The Jack Bruce Band Live '75 (Polydor Records, 065 607-2) a nome The Jack Bruce Band
- 2003 – More Jack Than God (Sanctuary Records, SANCD211)
- 2003 – Rope Ladder to the Moon: An Introduction to Jack Bruce (Polydor Records, 065 010-2) Raccolta
- 2005 – The Jack Bruce Collector's Edition (Times Square Records, TSQ-CD-9046) Raccolta
- 2008 – Can You Follow? (Esoteric Recordings, ECLECBOX 1) Raccolta, 6 CD
- 2008 – HR-Bigband Featuring Jack Bruce (hr-musik.de, hrmj 038-07)
- 2008 – Spirit (Live at the BBC 1971-1978) (Polydor Records, 5305568) Raccolta, 3 CD
- 2009 – Seven Moons Live (Ruf Records, RUF 151) a nome Jack Bruce & Robin Trower
- 2010 – Live at the Milkyway 2001 (Flaccid Parrot Records, FPRCD1) Live 2 CD, a nome Jack Bruce and The Cuicoland Express
- 2012 – Live 2012 (Concert Live, CLCD413) 2 CD Live, a nome Jack Bruce & His Big Blues Band
- 2014 – Silver Rails (Esoteric Antenna, EANTCD 1028)